# Valgetal (computerspel)
Valgetal is een op Tetris gelijkend computerspel, waarin de speler het hoofdrekenen oefent. Met de pijltjestoetsen kan de speler de vallende getallen sturen en zo rekensommen maken door drie getallen boven elkaar te plaatsen. Het spel is freeware en te downloaden via internet.